# Kostel svatého Marka (Knínice)
Kostel svatého Marka je římskokatolický chrám v městysu Knínice v okrese Blansko. Je chráněn jako kulturní památka České republiky. Je farním kostelem farnosti Knínice u Boskovic.

## Historie
Ve středověkých falzech se Knínice uvádějí již k letům 1197 a 1200. Podle jiného falza daroval markrabě Břetislav na počátku 13. století dvůr a trhovou ves Knínice s okolními vesnicemi klášteru Hradisku u Olomouce, jemuž tento majetek skutečně roku 1250 potvrdil Václav I. Již v roce 1279, kdy se obnovovaly hranice mezi knínickým a konickým zbožím, byly Knínice městečkem. Jejich význam se odrazil i na zřízení proboštství, k němuž došlo snad již ve 13. století.
Knínický kostel zbudovaný na místě staroslovanského hradiště byl po celý středověk jediným farním kostelem na celém panství hradišťských premonstrátů. V rukou církevní vrchnosti zůstal až do sklonku 18. století. Poté, co byl starý kostel roku 1802 zbořen kvůli zchátralosti, byl na jeho místě v letech 1805-1806 postaven kostel nový. Kostel byl vystavěn nákladem 5 574 zlatých 27 krejcarů.

## Architektura
Je to jednolodní stavba s půlkruhovým závěrem kněžiště a čtyřbokou věží nad průčelím. Hladká boční fasáda je prolomena třemi okenními osami se segmentovými záklenky a šambránou. Okna jsou segmentově završená s parapetní římsou. Na severní a západní straně kostela je zbytek ohradní kamenné zdi, prolomené jedním starým a jedním novým krytým schodištěm.

## Fotogalerie

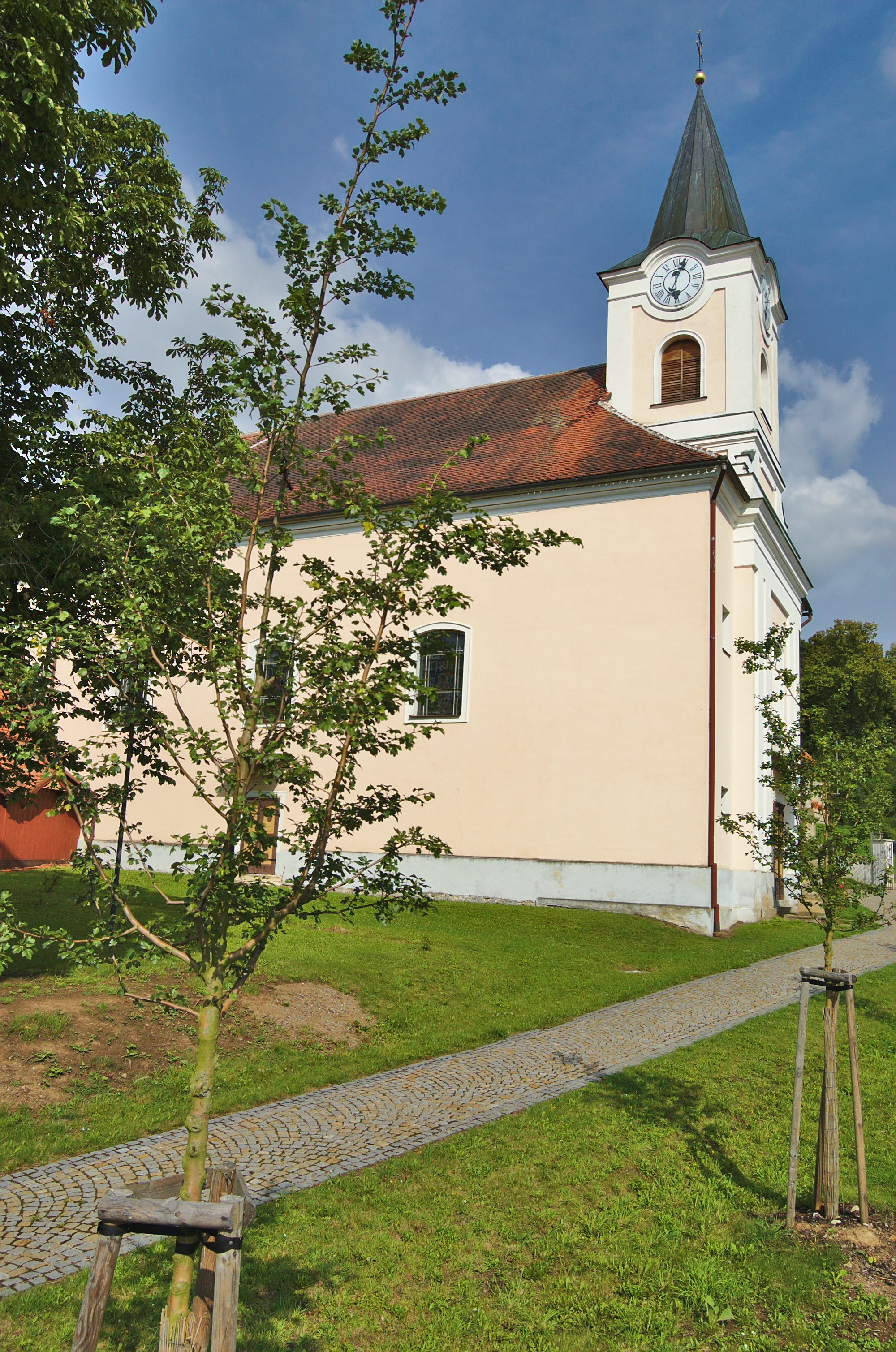
Pohled na kostel od západu
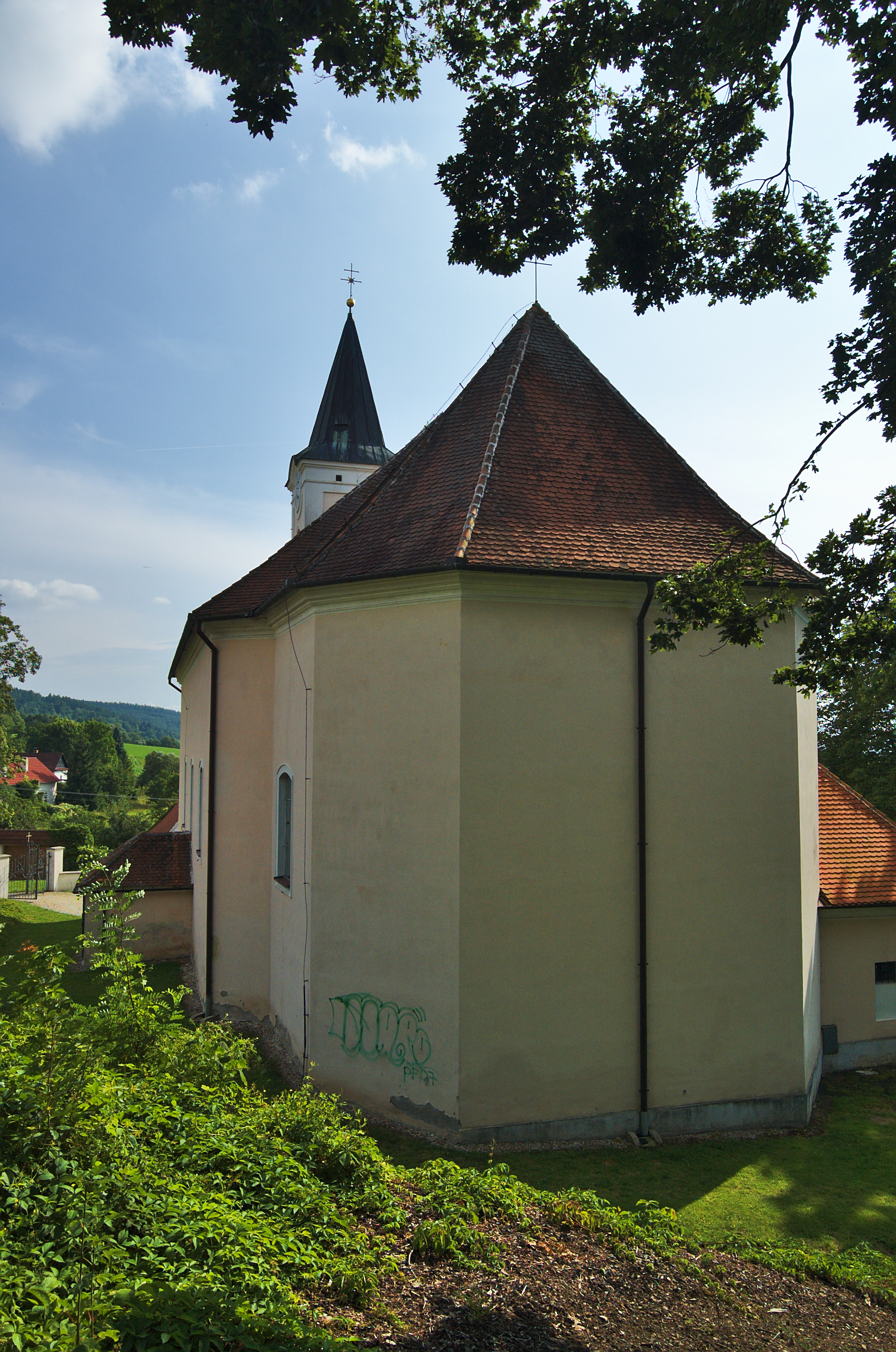
Pohled ze zadu
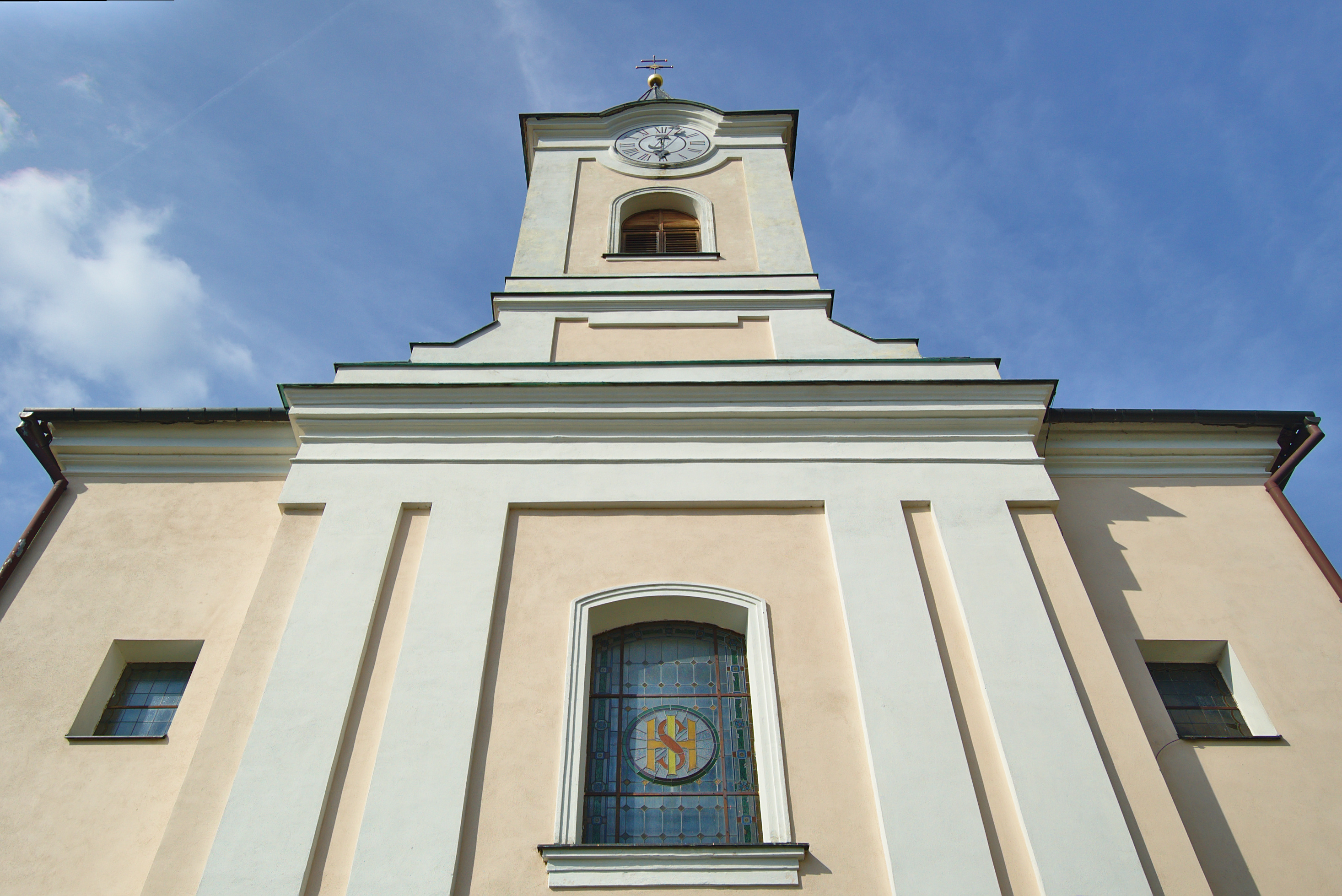
Věž
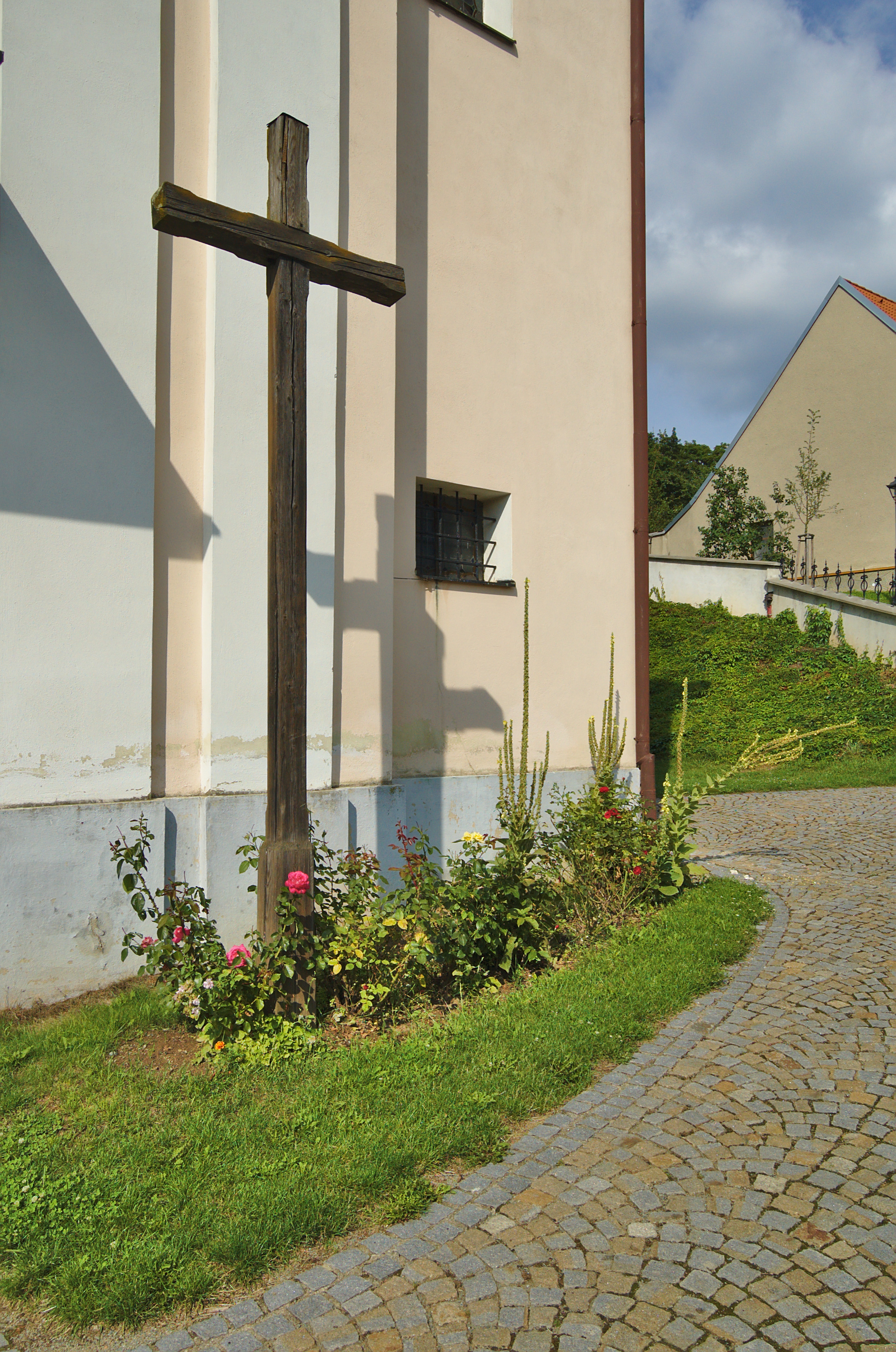
Misijní kříž před kostelem
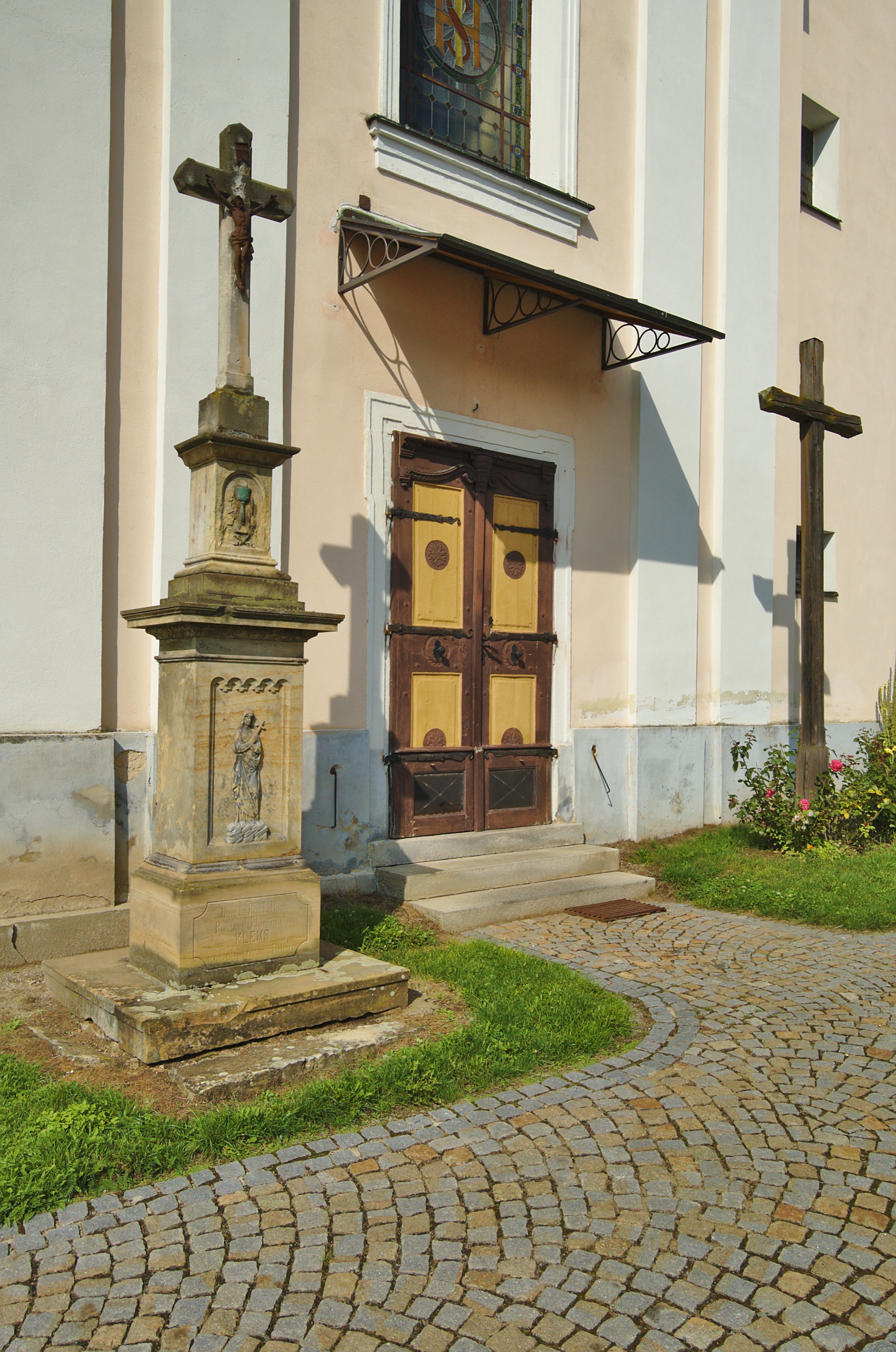
Kříž před kostelem
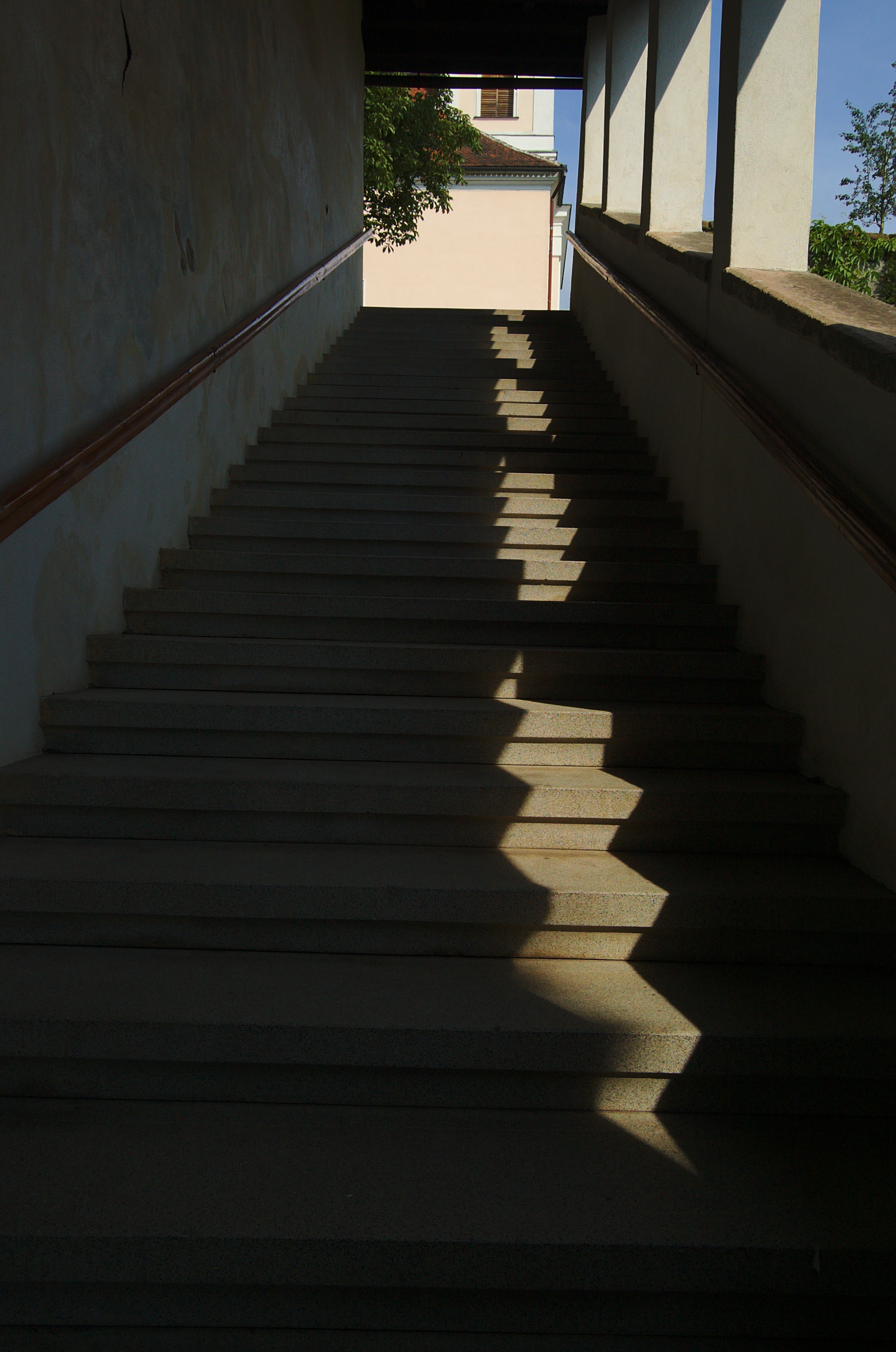
Zastřešené schodiště vedoucí ke kostelu
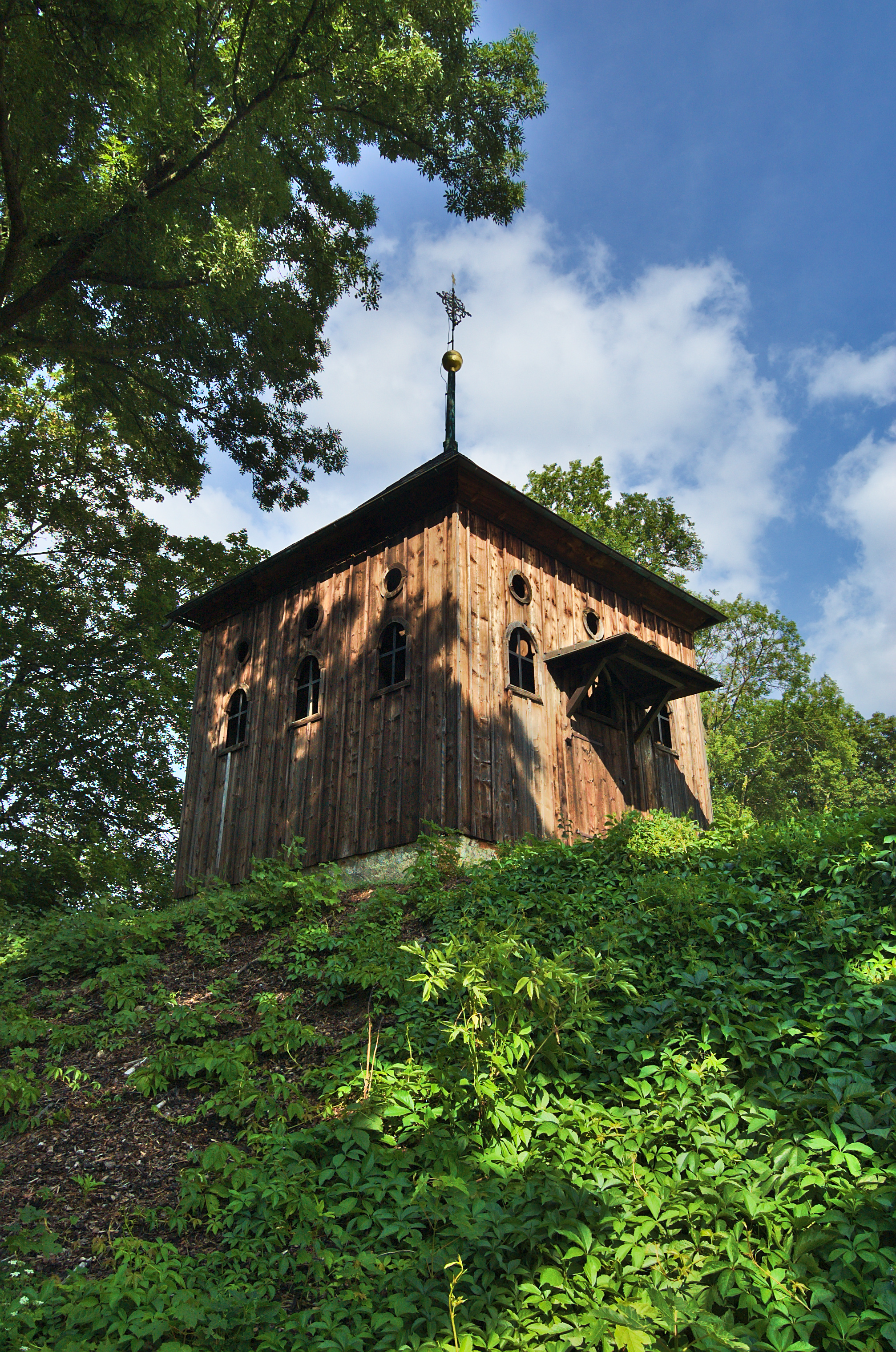
Dřevěná zvonice za kostelem